# Karolina Szydłowska
Karolina Sandra Szydłowska (ur. 18 sierpnia 1999 we Wrocławiu) – polska koszykarka występująca na pozycjach niskiej skrzydłowej.

## Osiągnięcia
Stan na 5 maja 2024, na podstawie, o ile nie zaznaczono inaczej.

### NJCAA
- Uczestniczka rozgrywek turnieju NJCAA (2019)
- Zaliczona do:
  - I składu All-KJCCC (2020)
  - II składu All-Region VI (2020)
  - składu honorable mention junior college All-American (2020)
- Liderka konferencji KJCCC w średniej:
  - punktów (2020 – 11,3)
  - zbiórek (2020 – 7)
  - bloków (2020 – 1,3)

### Drużynowe
Seniorskie
- Mistrzyni I ligi (2017 – awans do TBLK)[5]
- Brązowa medalistka I ligi (2018)[6]

Młodzieżowe
- Brązowa medalistka mistrzostw Polski juniorek (2016)[7]

### Indywidualne
- Zaliczona do I składu mistrzostw Polski kadetek (2014)[8]

### Reprezentacja
- Brązowa medalistka mistrzostw Europy U–18 dywizji B (2017)[9]
- Uczestniczka mistrzostw Europy:
  - U–20 (2019 – 7. miejsce)[10]
  - U–16 dywizji B (2015 – 6. miejsce)[11]